# Син-Мацуда
Станция Син-Мацуда  (яп. 新松田駅 син мацуда эки) — железнодорожная станция на линии Одавара, расположенная в посёлке Мацуда префектуры Канагава. Станция расположена в 71,8 километра от конечной станции линии — Синдзюку. Неподалёку расположена станция JR Мацуда линии Линия Готэмба, JR Central. Станция была открыта 1-го апреля 1927 года. Нынешнее здание станции было построено в 1980 году, в то время как старое здание было перемещено в парк развлечений Мукогаока, где служит как железнодорожный музей.

## Планировка станции
2 платформы островного типа и 4 пути.
| 1 | ■ Линия Одавара | Одавара                                                            |
| 2 | ■ Линия Одавара | Одавара                                                            |
| 3 | ■ Линия Одавара | Сагами-Оно,Син-Юригаока, Ёёги-Уэхара, Линия Тиёда Аясэ и Синдзюку  |
| 4 | ■ Линия Одавара | Сагами-Оно, Син-Юригаока, Ёёги-Уэхара, Линия Тиёда Аясэ и Синдзюку |

## Близлежащие станции
| «             | «             | Вид обслуживания       | »             | »                |
| Линия Одавара | Линия Одавара | Линия Одавара          | Линия Одавара | Линия Одавара    |
| ------------- | ------------- | ---------------------- | ------------- | ---------------- |
| Сибусава      |               | Local                  |               | Кайсэй           |
| Сибусава      |               | Sectional Semi-Express |               | Конечная станция |
| Сибусава      |               | Semi-Express           |               | Кайсэй           |
| Сибусава      |               | Express (большинство)  |               | Одавара          |
| Сибусава      |               | Express (меньшинство)  |               | Кайсэй           |
| Сибусава      |               | Rapid Express          |               | Одавара          |